# Il segreto degli Incas
Il segreto degli Incas (Secret of the Incas) è un film d'avventura del 1954 diretto da Jerry Hopper ed interpretato da Charlton Heston e Robert Young.

## Trama
Harry Steele è un avventuriero che crede che la civiltà Inca si sia estinta per volere degli Dei in seguito alla scomparsa di un tesoro dall'interno del Tempio del Sole. Steele cerca il tesoro perché crede che, riportandolo nel Tempio, l'antica civiltà potrà risorgere in tutta la sua grandezza. Nella sua impresa dovrà affrontare molte avventure, aiutato dalla rifugiata rumena Elena Antonescu, e affronterà il suo acerrimo nemico Edward "Ed" Morgan.

## Produzione
Il film fu girato nei luoghi reali dell'ambientazione a Cuzco e Machu Picchu, in Perù, si tratta della prima volta che una grande major cinematografica americana gira delle riprese dentro questi siti archeologici.
Nel film furono impiegati oltre 500 nativi del posto come comparse.

## Collegamenti con altre pellicole
George Lucas ha più volte dichiarato che il film è stato fonte di ispirazione nella scrittura di I predatori dell'arca perduta.